# Seznam islandskih plavalcev
Seznam islandskih plavalcev.

## A
- Örn Arnarson
- Árni Már Árnason

## B
- Hörður Barðdal

## E
- Eðvarð Þór Eðvarðsson

## G
- Sigrún Þuríður Geirsdóttir
- Ragnar Guðmundsson
- Eygló Ósk Gústafsdóttir

## H
- Eva Hannesdóttir
- Erla Dögg Haraldsdóttir
- Íris Edda Heimisdóttir

## J
- Róbert Ísak Jónsson
- Snæfríður Jórunnardóttir

## K
- Eydis Konráðsdóttir
- Kolbrún Ýr Kristjánsdóttir
- Logi Jes Kristjánsson

## L
- Hrafnhildur Lúthersdóttir

## M
- Anton Sveinn McKee

## O
- Bryndís Ólafsdóttir
- Magnús Ólafsson

## R
- Ragnheiður Ragnarsdóttir
- Arnþór Ragnarsson
- Hjörtur Már Reynisson
- Ragnheiður Runólfsdóttir

## S
- Elin Sigurðardóttir
- Helga Sigurðardóttir
- Jakob Jóhann Sveinsson
- Sigrún Brá Sverrisdóttir
- Jón Margeir Sverrisson